# Яковлевка (Сахновщинский район)
Яковлевка (укр. Яковлівка) — село,
Олейниковский сельский совет,
Сахновщинский район,
Харьковская область, Украина.
Код КОАТУУ — 6324886006. Население по переписи 2001 года составляет 93 (43/50 м/ж) человека.

## Географическое положение
Село Яковлевка находится на правом берегу реки Орель,
выше по течению на расстоянии в 2 км расположено село Новоивановка (Кегичёвский район),
ниже по течению на расстоянии в 4 км расположено село Марьевка (в 1,5 км ликвидированное село Михайловка),
на противоположном берегу — село Верхняя Орелька (Первомайский район).
Село состоит из нескольких частей и вытянуто вдоль реки на 5 км.

## История
- 1873 — дата основания.